# Travesti
Travesti är ursprungligen en lättare omformning av en känd text, bok, film, fras eller ordalydelse. Travestin är i regel utformad på ett skämtsamt eller tankeväckande sätt, vanligtvis utan syfte att förlöjliga. 
Idag finns även travestier inom konstens, musikens och reklamens områden. 
Exempel: 
- "Att vara eller bli en vara" = ("att vara eller icke vara") från Hamlet
- "Att svara eller inte svara" = Hamlet gör reklam för nummerpresentatörer
- "Den gamla onda tiden"
- "Miss Keeler I profume" = (Dr Livingstone – I presume) – detta syftar på stripteasedansösen Christine Keeler som hade en sexaffär med den brittiske försvarsministern John Profumo 1963
- "Visst gör det ont när finnar spricker"
- "Sen ursinnes tider"
- "Bort med fettet, fram med skelettet" ("Bort med fettet, fram med formen", gammal reklamslogan för bordsmargarinet Lätta)
- "Han är en riktig Messerschmitt" ("Besserwisser")
- "Den som väntar på något gott väntar ALLTID för länge"
- "Den som väntar på nåt som gått har väntat för länge"
- "Det som göms i snö, kan vara borta på våren"
- "Man ska inte ropa hej förrän man fått ett bäcken"